# Pakicetus
Pakicetus ist eine ausgestorbene Gattung von frühen Vertretern der Wale aus der Familie der Pakicetidae. Er war noch quadruped und lebte im frühen Eozän in Südasien.

## Merkmale

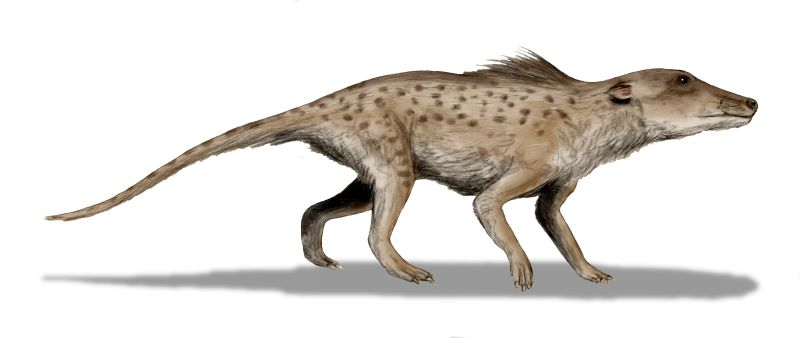
Lebenrekonstruktion von Pakicetus

Pakicetus erreichte ungefähr die Größe eines Wolfes und hatte vier säugetiertypische Gliedmaßen. Die Schnauze war langgestreckt, die Nasenlöcher befanden sich über den Schneidezähnen, die Augenhöhlen waren hoch oben am Kopf. Die Anordnung der Höcker der Molaren, der Bau des Ohres und der Schädelhöhle lassen bereits eindeutig die Zugehörigkeit zu den Walen erkennen. Die Gliedmaßen waren schlank, der Bau des Sprunggelenks glich dem der heutigen Paarhufer. Schulter- und Beckengürtel zeigten keine spezifischen Anpassungen an das Wasserleben. Allerdings lässt sich eine Verdickung der Knochen erkennen, was möglicherweise dazu diente, den Auftrieb zu verringern.

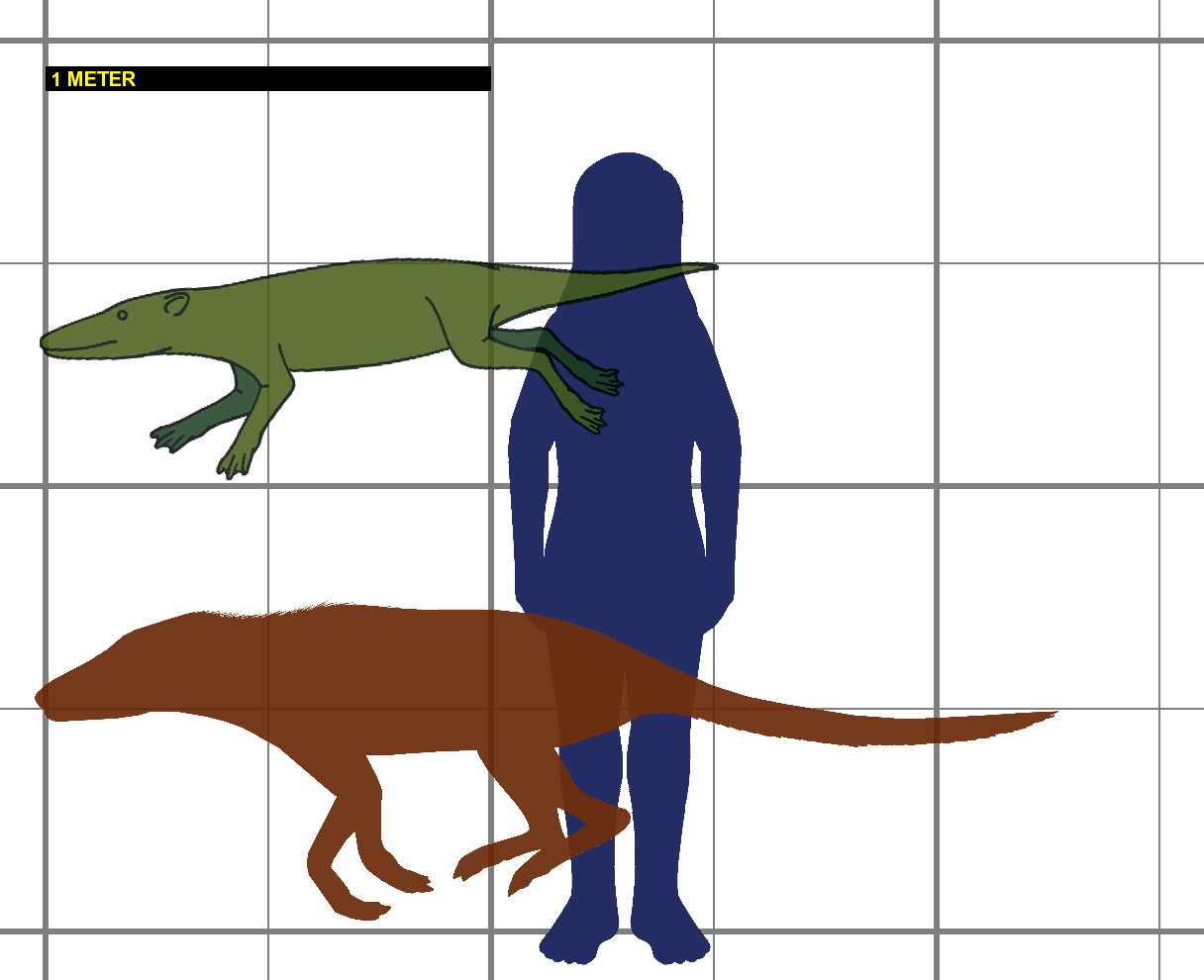
Pakicetus im Vergleich zum Menschen

## Ökologie
Pakicetus lebte im Eozän vor rund 50 Millionen Jahren im heutigen Pakistan. Aus dem Fossilfund lässt sich schließen, dass die Knochen in seichtem Gewässer versanken und dass das Klima damals sehr heiß und trocken war. Es ist denkbar, dass sich Pakicetus zumindest zeitweise im flachen Wasser aufgehalten hat. Er hat sich von Fleisch ernährt, die Zähne lassen aber keine speziellen Anpassungen an den Fischfang erkennen.

## Systematik
Pakicetus bildet mit den kleineren, aber ansonsten ähnlich gebauten Ichthyolestes und Nalacetus die Familie der Pakicetidae, die zu den ältesten besser bekannten Walen zählt. Die Kombination von Wal- und Paarhufer-Merkmalen in dieser Familie lässt Rückschlüsse auf die äußere Systematik der Wale zu, siehe dazu Bedeutung der Pakicetidae für die Forschung.